# Arthur Chaves
Largura Chaves est un nom portugais ; le premier nom de famille (d'usage facultatif) est Largura et le second est Chaves.
Arthur Largura Chaves, né le 29 janvier 2001 à Florianópolis au Brésil, est un footballeur professionnel brésilien qui évolue au poste de défenseur central au TSG Hoffenheim.

## Biographie

### Carrière en club
Natif de Florianópolis dans l'état de Santa Catarina, Arthur Chaves rejoint les catégories jeunes d'Avaí en 2012, à l'âge de 11 ans. Il est promu en équipe première en février 2021 et fait ses débuts professionnels le 4 avril suivant, entrant en jeu en deuxième mi-temps lors d'une victoire 1-0 à l'extérieur contre le CA Metropolitano en championnat de Santa Catarina,. Le 29 mai 2021, il dispute son seul match de championnat de l'année contre le Coritiba FC, lors d'une saison qui verra Avaí terminer 4e de Série B et être promu. Le 1er décembre 2021, il renouvelle son contrat avec Avaí jusqu'en 2024 et, le 10 avril 2022, fait ses débuts dans le championnat brésilien de première division en étant nommé titulaire lors d'une victoire 1 à 0 face à l'América Mineiro.
Le 18 août 2022, Chaves signe un contrat de cinq ans à l'Académico de Viseu FC, alors en deuxième division portugaise. En février 2023, il est élu meilleur défenseur du mois de deuxième division portugaise. Il aura fait, en 2 ans au Portugal, 48 apparitions en championnat et 10 apparitions en coupes.
Le 31 août 2024, il signe à Hoffenheim en Bundesliga allemande. D'abord sur le banc ou relégué en équipe réserve, il se construit une place de titulaire en octobre 2024 et prend part dès lors à la majorité des rencontres de championnat et de Ligue Europa.

### Carrière internationale
En 2023, Arthur Chaves participe aux Jeux panaméricains avec le Brésil des moins de 23 ans et repart avec une médaille d'or remportée en finale contre le Chili. Il fait également partie, début 2024, de l'équipe du Brésil qui tente de se qualifier pour les Jeux olympiques d'été 2024 via le tournoi pré-olympique mais échoue et ne participe donc pas au tournoi final en France.

## Palmarès

### En club
Avai FC :
- Championnat de Santa Catarina (1)
  - Champion en 2021

### En sélection
Équipe du Brésil des moins de 23 ans :
- Jeux panaméricains (1)
  - Vainqueur en 2023